# Metacrinus levii
Metacrinus levii är en sjöliljeart som beskrevs av Améziane-Cominardi 1990. Metacrinus levii ingår i släktet Metacrinus och familjen Pentacrinitidae. Inga underarter finns listade i Catalogue of Life.